# Minojty (stacja kolejowa)
Minojty (biał. Мінойты, ros. Минойты) – stacja kolejowa w miejscowości Minojty, w rejonie lidzkim, w obwodzie grodzieńskim, na Białorusi. Leży na linii Równe – Baranowicze – Wilno.
Przed II wojną światową istniał w tym miejscu przystanek kolejowy o tej samej nazwie.